# Grau

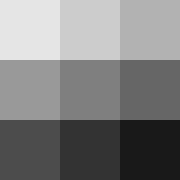
Neun verschiedene Grautöne mit 90 bis 10 Prozent Helligkeit

Das Grau ist eine Nichtfarbe, bzw. eine unbunte Farbe, die keinen oder nur einen geringen farbigen Anteil besitzt. Grau kann aus Schwarz und Weiß gemischt werden. Ist eine buntfarbige Komponente enthalten oder sind ausschließlich bunte Farben gemischt, spricht man von farbigem Grau. Grautöne zeigen damit eine Unmenge an unbunten und bunten Nuancen. Grautöne mit den Bezeichnungen Neutralgrau und Reingrau enthalten keinen Farbstich, dagegen umfassen Feldgrau, Kaltgrau oder Warmgrau leicht farbige Nuancen. Abstufungen zwischen reinem Weiß und reinem Schwarz (Schwarz-Weiß-Skala) werden als Graustufen bezeichnet.

## Wirkungen, Assoziationen und Symbolik
Grautöne wirken meist negativ – im Gegensatz zu den positiv besetzten bunten, fröhlichen, „strahlenden“ Farben. Generell gilt die Farbe Grau als alt, drohend, emotionslos, ermüdend, hoffnungslos, konservativ, kühl, langweilig, nichtssagend, phantasielos, schmutzig, spannungslos, traurig, trüb oder unbedeutend. Aber es kann auch ausgleichend, beruhigend, differenziert, harmonisierend, praktisch, professionell, neutral, vornehm, zurückhaltend oder zuverlässig wirken.
Assoziationen, die man mit Grau verbindet, sind Alter, Architektur, Aschenputtel (englisch Cinderella), Beton, Bürokratie, Design, Elefant, graue Haare, Maus, Metall, Nebel, Regenwetter, Sand, schlechtes Wetter, Silber, Stein oder Zement.
Grau symbolisiert Armut, Depression, Einsamkeit, Eintönigkeit, Emotionslosigkeit, Schatten, Tod, Traurigkeit, Trübsinn wie auch Diskretion, Eleganz, Erneuerung, Sachlichkeit, Seriosität, Stabilität, Theorie, Weisheit und Würde.
Ein Prozent der Deutschen wählt Grau als Lieblingsfarbe. Es sind fast ausschließlich Männer, die von Beruf Steinmetz oder Informatiker sind.

## Farbräume
Grau entsteht in der additiven und in der subtraktiven Farbmischung, wenn die Anteile der jeweiligen Grundfarben gleich sind, aber die Helligkeit weder maximal (Weiß) noch minimal (Schwarz) ist.
- R = G = B (additive Farbmischung); siehe Graustufentabelle
- C = M = Y (subtraktive Farbmischung)

Im HSV-Farbraum ist Grau ungesättigt und unbunt, dementsprechend wird die Sättigung null als Grauwert bezeichnet. Ein Wert für den Farbton ist somit nicht definiert, da einzig die Helligkeit über den Grauton entscheidet.

## Farbkonstanz
In der Fotografie werden Grautöne oft auch als Halbtöne bezeichnet. Allerdings wird die Wahrnehmung des (Neutral-)Grau durch benachbarte Flächen beeinflusst.
Ein True-Color-Grafiksystem (24 Bit Farbtiefe) kann 256 reine Grautöne anzeigen. Der Gamut, also die technischen Einschränkungen des Wiedergabesystems, begrenzt diese Anzahl. Beispielsweise gibt ein handelsüblicher Monitor selbst bei guter Kalibrierung die Farbwerte unterhalb des RGB-Wertes {16, 16, 16} als maximales Schwarz (rechnerisch läge maximales Schwarz erst bei {0, 0, 0}) und alle Werte oberhalb von {235, 235, 235} als reines Weiß (rechnerisch erst bei {255, 255, 255}) wieder. Da dunkles Grau subjektiv als Schwarz und helles Grau subjektiv als Weiß empfunden werden, würde man nur die dargestellten Grauwerte zwischen etwa 10–95 % als „grau“ bezeichnen. Diese Einschränkung gilt sinngemäß auch für die technische Möglichkeit anderer Wiedergabesysteme, etwa bei Kunstdrucken.

## Grau in Redewendungen
- Sprichwörtlich bezeichnet man etwa eine unscheinbare („farblose“), schüchterne, meist weibliche Person als graue Maus. Ähnlich beschreibt das „Untergehen in einer grauen Masse“ das Verschwinden der Individualität in einem nicht mehr zu differenzierenden, gleichförmigen Einerlei. Im Hintergrund steht hier die Erfahrung, dass ein „chaotisches Farbpixelgemisch“ aus der Entfernung betrachtet fast immer grau erscheint.
- Ergrautes Haar steht für Dominanz durch Alter und Erfahrung, wie bei „graue Eminenz“ oder „grauer Wolf“. Die „graue Eminenz“ ist eine wichtige Person, die im Hintergrund agiert. Sie steht für Ruhe, Weisheit, Würde und Zurückhaltung.[5] Die Wendung „in Ehren ergraut“ drückt aus, dass man alten Menschen mit Ehrfurcht begegnen soll. Die Parteien Die Grauen – Graue Panther oder  Die Grauen – Generationspartei sind Parteien, die die Interessen der Ergrauten vertreten. Aber „graue Haare bekommen“ bedeutet, dass etwas unabhängig vom Alter Nerven kostet. Die Redensart „Lass dir keine grauen Haare wachsen“ besagt, dass man sich keine Sorgen machen soll.[6]
- „Die kleinen grauen Zellen anstrengen“ bedeutet intensiv nachzudenken. Grau steht hier für Nachdenklichkeit, Sachlichkeit und Wissenschaft. Die graue Substanz bezeichnet jene Teile von Gehirn und Rückenmark, die durch die Nervenzellen grau aussehen.
- „Nachts sind alle Katzen grau“ bedeutet, dass im Dunkeln die Unterschiede verschwinden und man über bestimmte Mängel hinwegsehen kann.
- In Wendungen wie „grauer Alltag“ oder „alles grau in grau sehen / malen“ wird eine eintönige, deprimierende, negative Grundstimmung oder Situation ausgedrückt.
- In der „Grauzone“ oder dem „Graubereich“ befindet sich das Undefinierte, ein Bereich mit unklaren oder undefinierten Regeln. Entsprechend ist der „graue Markt“ (englisch grey market) ein Markt, bei dem ein Handel auf unklaren, möglicherweise illegalen Wegen zustande kommt.
- Grauwasser bezeichnet fäkalienfreies, gering verschmutztes Abwasser.
- „Graue Literatur“ ist die nicht über den Buchhandel verfügbare Literatur.
- In Goethes Faust I sagt Mephisto zu dem faulen Studenten Wagner „Grau, teurer Freund, ist alle Theorie und grün des Lebens goldner Baum.“[7] Das Dichterzitat besagt, dass ausschließlich theoretische Planung keinen Erfolg bringt.

## Graue Kleidung
Armut, Bescheidenheit und Unauffälligkeit stehen bei der Wahl von Grau als Kleidungsfarbe im Vordergrund. Grau war die Kleidung der Waisenkinder und der Insassen von Armenhäusern. Nonnen und Mönche des Kapuziner- und Zisterzienserordens trugen graue Ordensgewänder, die ihr Gelübde betonten, in Armut, Demut, Gehorsam und Keuschheit zu leben. Graue Schwestern ist eine andere Bezeichnung für die Kongregation der Schwestern von der hl. Elisabeth und bezieht sich auf deren graue Ordenskleidung. Feldgrau war die kurz vor Beginn des Ersten Weltkriegs eingeführte erste Tarnfarbe der Uniformen der deutschen Armee und löste in Deutschland die aus dem 19. Jahrhundert überkommenen bunten Uniformfarben des Militärs ab. Die Uniformen der deutschen Armee in Graugrün-Tönen gab es vom frühen 20. Jahrhundert bis 1945.
Andererseits wirken graue Anzüge oder Kostüme am Arbeitsplatz oder bei Festlichkeiten gepflegt, seriös und vornehm. Graue Kleidung erregt kein großes Aufsehen und signalisiert Eleganz und vornehme Zurückhaltung.

## Geister
Nebelgestalten, wie Geister oder ruhelose Tote haben in vielen künstlerischen Darstellungen die Farbe Grau. Sie befinden sich in einem Zustand zwischen Leben (Weiß) und Tod (Schwarz). Der graue Nebel verhüllt die klaren Farben des Sonnentages und unterstützt eine mystische, „entrückte“ Sicht.

## Zwischenton
Grau ist weder Weiß noch Schwarz und wird dadurch bei zusammengesetzten Wörtern im Sinne von Zwischenton und Zwischenwert benutzt.
- In diesem Sinne steht Grau auch für Neutralität und Unparteilichkeit.
- Der Grauimport liegt zwischen dem legalen Handel und dem (ungesetzlichen) Schmuggel.
- Graubrot ist das Mischbrot aus „weißem“ Weizen- und „schwarzem“ Roggenmehl.
- Das Morgengrauen ist der Übergang von der dunklen Nacht zum hellen Tag.

## Unbunt
Eine andere Anwendung erhält der Zusatz Grau bei Begriffen und Dingen, die „kaum“ Farbiges benennen.
- Bei Tieren kann der neutrale Farbton ebenfalls als Charakteristikum im Namen auftreten, wie das Grautier, der Esel oder der Graureiher. Viele Tiere nutzen Grau als Tarnfarbe als Schutz gegen Fressfeinde.
- Grauware ist die graue und grobe Gebrauchskeramik des Mittelalters und der frühen Neuzeit im Gegensatz zum feinen Porzellan und der hellen Fayence.
- Grauguss ist Gusseisen, das an seiner grauen Bruchfläche zu erkennen ist.
- Grauwacke ist ein Gestein aus paläozoischem Trümmer-Sediment von unterschiedlichem Grau.
- Graukeil ist eine Darstellung von verschiedenen neutralen Graunuancen, die als Hilfsmittel in der optischen Reproduktion oder als Kalibrierungshilfsmittel in der Farbmessung genutzt wird.

## Farbnamen

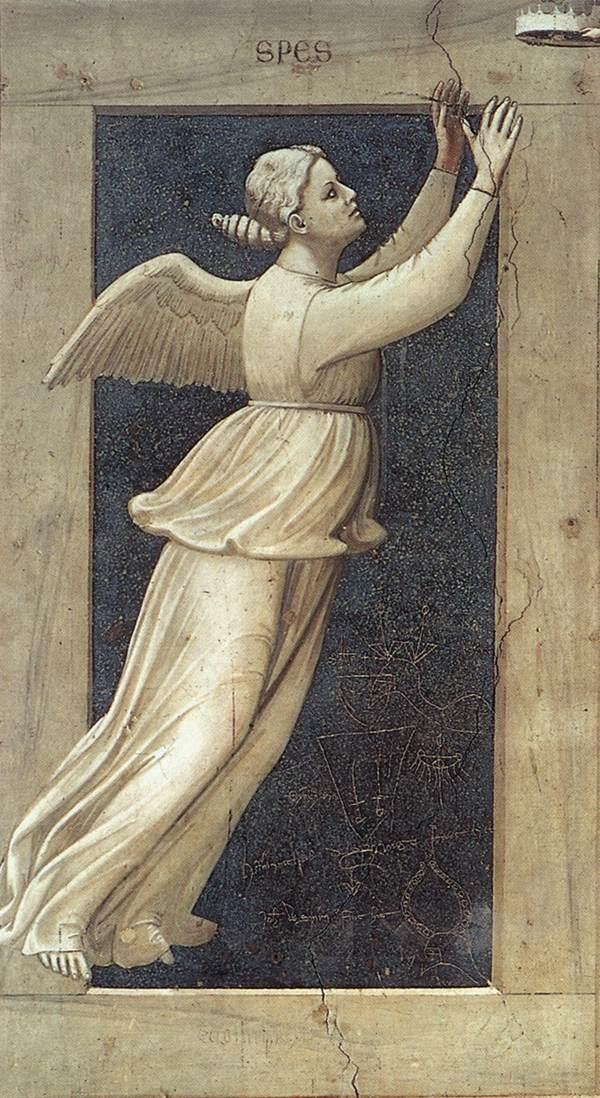
Giotto di Bondone: Hoffnung, Frauenfigur als Allegorie einer der sieben Tugenden

In der Alltagssprache wird oft zwischen drei Grautönen unterschieden: Hell-, Mittel- und Dunkelgrau. Wenig gesättigte Farben nahe dem Grau werden (neben kalt und warm) mit Zusätzen wie hell, blass, weißlich, fahl, pastell, oder dunkel oder auch als schwärzliches Grau bezeichnet. Für verschiedene Grautöne mit unterschiedlichem Farbstich gibt es weithin bekannte, alltägliche Namen, die die Farben durch Vergleiche kennzeichnen. Einige häufig benutzte Bezeichnungen sind:
- Anthrazit, ein dunkles, warmes Grau. Vor allem für Kleidung oder Fahrzeuge wird diese Farbbezeichnung eingesetzt, da es nicht Tiefschwarz ist und so den Glanz von Anthrazit-Kohle assoziiert.
- Aschgrau, das sehr weißliche kalte Grau von Holzasche.
- Betongrau, auch Zementgrau, eine deutlich gelbliche, mittelhelle Graunuance.
- Farbiges Grau mit buntfarbiger Komponente
- Feldgrau,
- Taubengrau, ein blaustichiges mittleres Grau.

- Mausgrau, ein visuell neutrales Mittelgrau, von der Empfindung her ist es die „Unfarbe Grau“ schlechthin.
- Rauchgrau, dunklere, leicht blaustichige Nuancen.
- Schiefergrau, benannt nach dem Farbton von Schiefer.
- Silbergrau, impliziert in seinem Ton den changierenden Metallglanz von Silber.

### Neutralgrau – kühles Grau – warmes Grau

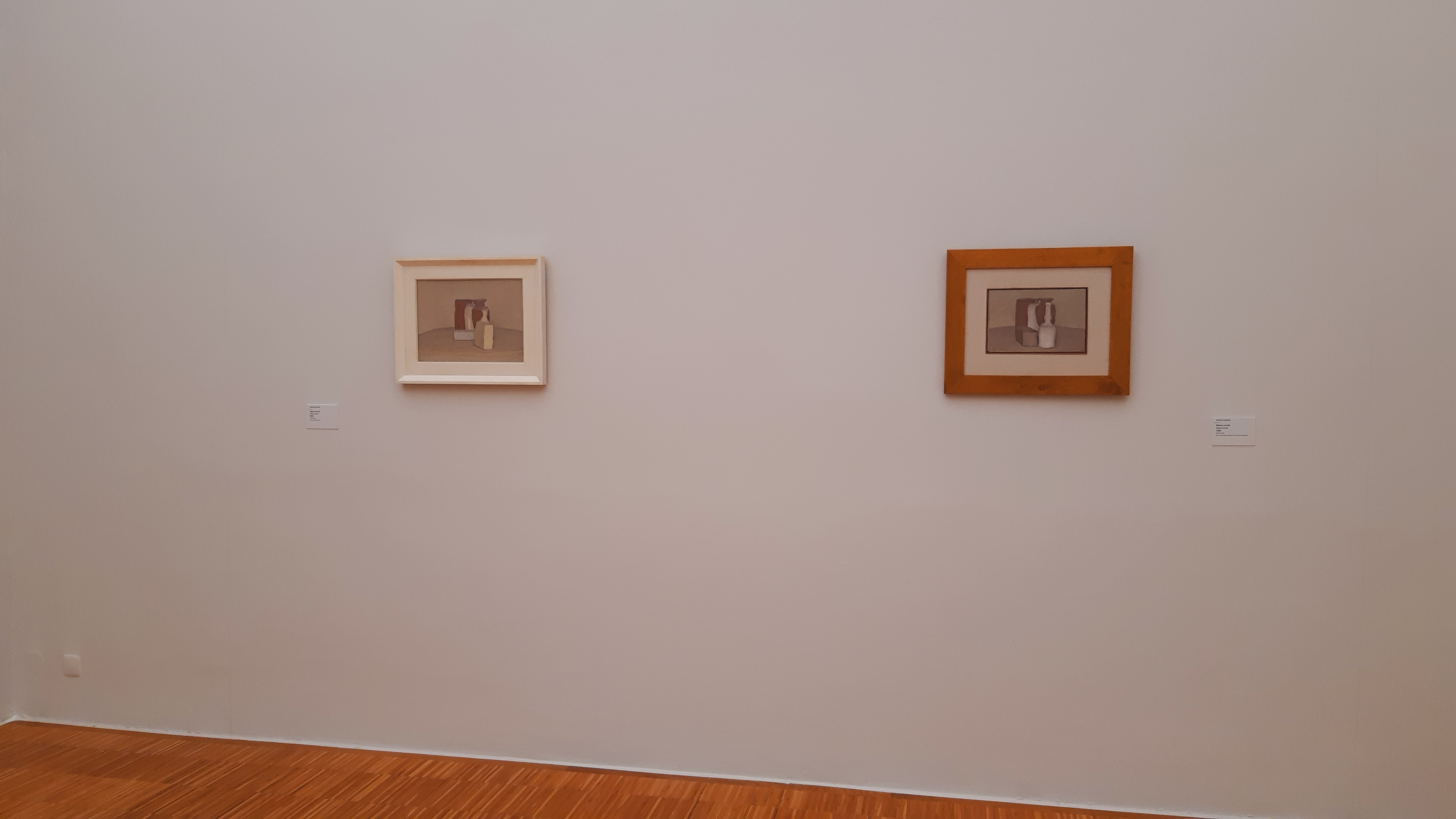
Giorgio Morandi: Stillleben (Nature morte), 1955. Zwei ähnliche Stillleben in Grautönen.

Neutralgrau ist ein Grau ohne jeglichen Farbstich. Im RGB-Farbraum bedeutet dies gleiche additive Anteile der Grundfarben Rot, Grün und Blau (r=g=b). Neutralgrau wird von den meisten Menschen als warme Farbe empfunden. Eine in der Farbwahrnehmung als neutral empfundene Nuance ist leicht bläulich. Kunstschaffende bezeichnen deutlich blaustichige Graunuancen als Kühlgrau, etwa die Künstlerfarbe Paynesgrau. Das ist die ideale Farbe, um lasierende Schatten darzustellen.

## Verwendung in der Kunst
Bei monochromen Zeichnungen und Grafiken, in der Schwarz-Weiß-Fotografie und im Schwarz-Weiß-Film stehen Grautöne naturgemäß im Vordergrund. Aber insgesamt spielen Grautöne in der bildenden Kunst eine eher untergeordnete Rolle.
In der Kunst heißt die Malerei in Grautönen Grisaille. Die frühesten Grisaillen sind Malereien von Giotto di Bondone in der Sockelzone der Arenakapelle in Padua. Sie wirken wie aus Stein gehauen. Dargestellt sind Frauen als Allegorien der Tugenden und Laster. Der italienische Maler Giorgio Morandi malte überwiegend graue Stillleben, die Ruhe ausstrahlen und zum Meditieren anregen. Die berühmteste Grisaille ist das Antikriegsbild Guernica von Pablo Picasso. Das Bild zeigt die Opfer des Massenmordes, und die Grautöne verdeutlichen die schreckliche Wirkung des Krieges.

## Heraldik
Grau ist keine heraldische Bezeichnung, auch wenn es in Darstellungen trotz fehlendem Glanz für Silber (heraldisch Weiß) oder Eisenfarbe genutzt wird. Grauwerk ist das Pelzwerk in der Heraldik.

## Graustufentabelle
Angegeben ist der Wert für XY in der Hexadezimalnotation: XY => #XYXYXY Die Farben sind Monitor-RGB, nicht die Farben des RGB-Farbraumes, siehe auch Neutralgrau
| FF | FE | FD | FC | FB | FA | F9 | F8 | F7 | F6 | F5 | F4 | F3 | F2 | F1 | F0 |
| EF | EE | ED | EC | EB | EA | E9 | E8 | E7 | E6 | E5 | E4 | E3 | E2 | E1 | E0 |
| DF | DE | DD | DC | DB | DA | D9 | D8 | D7 | D6 | D5 | D4 | D3 | D2 | D1 | D0 |
| CF | CE | CD | CC | CB | CA | C9 | C8 | C7 | C6 | C5 | C4 | C3 | C2 | C1 | C0 |
| BF | BE | BD | BC | BB | BA | B9 | B8 | B7 | B6 | B5 | B4 | B3 | B2 | B1 | B0 |
| AF | AE | AD | AC | AB | AA | A9 | A8 | A7 | A6 | A5 | A4 | A3 | A2 | A1 | A0 |
| 9F | 9E | 9D | 9C | 9B | 9A | 99 | 98 | 97 | 96 | 95 | 94 | 93 | 92 | 91 | 90 |
| 8F | 8E | 8D | 8C | 8B | 8A | 89 | 88 | 87 | 86 | 85 | 84 | 83 | 82 | 81 | 80 |
| 7F | 7E | 7D | 7C | 7B | 7A | 79 | 78 | 77 | 76 | 75 | 74 | 73 | 72 | 71 | 70 |
| 6F | 6E | 6D | 6C | 6B | 6A | 69 | 68 | 67 | 66 | 65 | 64 | 63 | 62 | 61 | 60 |
| 5F | 5E | 5D | 5C | 5B | 5A | 59 | 58 | 57 | 56 | 55 | 54 | 53 | 52 | 51 | 50 |
| 4F | 4E | 4D | 4C | 4B | 4A | 49 | 48 | 47 | 46 | 45 | 44 | 43 | 42 | 41 | 40 |
| 3F | 3E | 3D | 3C | 3B | 3A | 39 | 38 | 37 | 36 | 35 | 34 | 33 | 32 | 31 | 30 |
| 2F | 2E | 2D | 2C | 2B | 2A | 29 | 28 | 27 | 26 | 25 | 24 | 23 | 22 | 21 | 20 |
| 1F | 1E | 1D | 1C | 1B | 1A | 19 | 18 | 17 | 16 | 15 | 14 | 13 | 12 | 11 | 10 |
| 0F | 0E | 0D | 0C | 0B | 0A | 09 | 08 | 07 | 06 | 05 | 04 | 03 | 02 | 01 | 00 |